# Basile Fleureau
Basile Fleureau est un religieux français, barnabite de la Congrégation de Saint-Paul, historien et érudit, professeur de philosophie, né à Étampes, dans le département de Essonne, le 26 mars 1612 et mort au même lieu en avril 1674, âgé de 62 ans.

## Biographie
Fils de Claude Fleureau, procureur au bailliage d'Étampes et de Marie Duquesnel son épouse, il est baptisé à l'église Saint-Basile, sous le prénom de Alexandre, le 27 mars 1612 Son parrain est Nicolas Bessin, greffier de l'Election dudit Estampes et Simon Duquesnel, fils de Alexandre Duquesnel la maraine : Claude Duquesnel, fille d'Alexandre Duquesnel.
Il fit ses vœux solennels en France et changea son prénom en celui du saint patron de sa paroisse de naissance Basile. Il intègre la congrégation des Barnabites, alors qu'il n'avait que 19 ans le 5 mai 1631, Jules Cavaleano, étant le troisième Général de l'Ordre. Il poursuivit de brillantes études à Étampes, puis à Paris. Son supérieur le désigna pour aller enseigner la philosophie au collège de Montargis. Les troubles étant survenus au royaume de France le roi interdit toutes les sorties et entrées de ses états, y compris de la province. Bloqué à Paris, il lui fallut attendre 1647 pour obtenir l'autorisation de rejoindre son poste. Brillant professeur, il est nommé en 1656 préfet du Collège fondé par les Barnabites de Montargis.
Il obtint de ses supérieurs la permission de se rendre à Rome, pour parfaire ses connaissances en sciences, histoire, et religion. Il visita à cette occasion différentes villes ou se trouvaient des couvents Barnabites. Sa démarche fut spirituelle et il rendit de nombreux services à son Ordre et aux autochtones.
De retour d'Italie, il entra au couvent des Barnabites d'Étampes dont la maison conventuelle était l'ancien hôpital et leur église ou chapelle était sous le vocable de saint Antoine. 
Son ouvrage sur la ville d'Étampes parut en 1683 grâce à la générosité de sa sœur Madame Jolly qui fit don aux RR.PP. Barnabites de la maison Saint Antoine une somme de 800 livres tournois pour accroître leur église ou bâtir une chapelle à côté pour la commodité du public. Il devait célébrer une messe basse tous les premiers dimanches de chaque mois à son intention et faire un service solennel des morts et une grande messe de requiem  tous les ans à perpétuité suivie d'un  Libera  sur la tombe du R.P. Dom Basile Fleureau qui est enterré dans l'église, devant le confessionnal du R.P. Dominique Gavinet, à main gauche au bas du pas de pierre. Un codicille augmenta ce legs de 150 livres.

## Chronologies
- 1647 Enseignant la philosophie au Collège fondé en 1620 par les Barnabites de Montargis
- 1656, il est nommé Préfet du Collège
- 1662, élu Supérieur des Barnabites d'Étampes pour 3 ans
- 1665, réélu Supérieur, il est le Premier à faire 2 triennats
- 1666, visite du Provincial des Barnabites qui dans son rapport au général de l'Ordre ne signale rien de particulier.
- 1668 fin de son second triennat.
- 1669 « Histoire de l'Abbaye de Villiers près Cerny », texte édité par Paul Pinson, dont une saisie numérique par Anne-Marie Servatius[1], ouvrage achevé le 25 octobre 1669, in-folio de 80 feuillets.
- Supérieur des Barnabites d'Étampes

## Lettres
- Institut de France : Mns 289 ; fol.70 : lettre sans date contenant copie d'une charte de Louis VII ; fol. 74 : Étampes le 1er juillet 1664 ; fol. 74, verso, Cachet.
- du 1er août 1666, adressée à Denis II Godefroy,(1615-1681) pour obtenir des renseignements historiques sur Étampes. Mns de l'Institut de France, folio 292